# Pigespejdernes Fællesråd Danmark
Pigespejdernes Fællesråd Danmark (PFD, Danska flickscoutrådet) är den internationella scoutfederationen i  Danmark för flickor. PFD är med i världsflickscoutsamfundet, World Association of Girl Guides and Girl Scouts (WAGGGS).

## Medlemmar
Medlemmar av den danska federationen är:
- Det Danske Spejderkorps
- De grønne pigespejdere
- Danske Baptisters Spejderkorps
- Kalaallit Nunaanni Spejderit Kattufiat